# Marcel Melthérorong
Marcel Melthérorong   (Nouméa, 1975), també conegut pel sobrenom Mars Melto, és un cantautor i escriptor vanuatià de parla francesa. També s'ha desenvolupat com a dramaturg, poeta, productor musical, compositor i organitzador de festivals.

## Trajectòria
Va néixer el 1975 a Nouméa (Nova Caledònia) en el si d'una família vanuatiana immigrada. El 1994, havent hagut d'afrontar alguns problemes legals per delictes menors al seu país natal, va decidir mudar-se a Vanuatu. Es va establir a la població de la qual provenia la seva família, situada a l'illa de Malekula. A poc a poc va adquirir-ne els costums (kastom) i es va integrar en la societat local. En paral·lel, es va implicar en l'activitat cultural del país a través de l'Aliança Francesa. Va participar sobretot en l'organització de concerts i espectacles, d'entre els quals destaquen esdeveniments de gran envergadura com ara la Fête de la Musique i les Nuits FrancoSonik. A l'inici del segle xxi, va començar a treballar amb el Centre Cultural de Vanuatu en la gestió d'activitats culturals juvenils. També en l'àmbit sociocultural, Melthérorong és el fundador del Festival des Arts de la Parole (lit. ‘Festival de les arts de la paraula’) i cofundador del centre musical i escola de música Tura Nambe amb l'etnomusicòloga francesa Monika Stern. Va exposar en la Triennal d'Art Contemporani d'Àsia i el Pacífic tant el 2010 com el 2016; la segona vegada, va formar part d'un projecte sobre la diversitat cultural de la zona, amb èmfasi en les cultures de Papua, Fiji, les Illes Salomó, Vanuatu i Nova Caledònia. A més, participa activament en el programa Youth at Risk, que està encarat a la rehabilitació de jóvens delinqüents.
En l'àmbit musical, va fundar els grups XX Squad i Kalja Riddim Klan, que combinen melodies occidentals amb reggae i sons locals. De fet, el segon grup constitueix una de les projeccions del seu «desig de posar en diàleg les cultures melanèsia i occidental».
Pel que fa a la seva faceta com a escriptor, el 2007 va publicar la seva primera novel·la, Tôghàn, a través del segell Éditions Alliance française du Vanuatu. És considerada la primera novel·la escrita per un autor vanuatià. En tant que obra autobiogràfica, Melthérorong s'inspira en la seva joventut a Nova Caledònia i hi representa «la desorientació del jovent oceànic», que es troba entre «el model occidental i els valors melanesians». En poc temps, la novel·la va ser aclamada per la crítica i pel públic. Així doncs, el Premi Nobel de Literatura Jean-Marie Gustave Le Clézio va escriure el pròleg de la reedició del llibre del 2009, en què va celebrar l'aparició d'«una veu nova i original» en «el conjunt de la literatura francòfona». Més tard, el 2013, Melthérorong va publicar la seva segona novel·la, Nagaemas, també per mitjà de l'Aliança Francesa.

## Premis
L'octubre del 2012, va ser nomenat Cavaller de les Arts i les Lletres per l'ambaixador francès a Vanuatu.

## Vida personal
Avui resideix a Erakor, als afores de Port Vila, amb la seva dona Aline i els seus fills Weedie, Héléna, Zadig i Jahyad-Kanake.